# Сангыл би
Сангыл би — знаменитый бий (судья), святой живший в XII-XIII в. Он упомянут в тюркских и монгольских родословных, есть данные, что он родился в 1180 г. Считается, что он был приближенным Чингисхана, так как был родственником его супруги Бортэ. Будучи свидетелем жестокости Чингисхана, не желая иметь с ним ничего общего, он отправился на север Каратау. Распространено мнение, что Сангыл би был советником Джучи хана. Его имя упоминается среди других биев в «Секретной родословной монголов» . В 1206 г. на Великом курултае (съезде) племен Чингисхана провозгласили каганом — это высший титул правителя тех времен. Сангыл би также прибыл туда со своими подданными. Ему было всего 25. Чингисхан выдавал звания и награды вождям племен, уважаемым биям, преданным товарищам и полководцам. Сангыл би тоже был удостоен награды. Там же Чингисхан принимает свод законов Яса. Основные разделы свода были написаны при участии Сангыл би.
Мавзолей Сангыла би расположен в Созакском районе, на юго-востоке села Козмолдак.